# Santa Bárbara (cidade de Honduras)
Santa Bárbara é uma cidade de Honduras e capital do departamento de Santa Bárbara.